# 原一夫
原 一夫（はら かずお、1976年10月19日 - ）は日本の男性俳優・声優。東京都出身。

## 略歴
プロ・フィット声優養成所卒。
以前はプロ・フィット、アセンブルハートに所属していた。

## 人物
趣味はテレビ、インターネット。スポーツは空手。特技は垂直跳び。

## 出演

### テレビアニメ
- AIR（山賊達）
- N・H・Kにようこそ!（男子生徒、客）
- GIRLSブラボー second season（ガヤ4）
- がくえんゆーとぴあ まなびストレート!（先生C）
- 少年陰陽師（陰陽生）
- 砂ぼうず（隊員）
- ふしぎ星の☆ふたご姫（町の人）
- 吉宗（若侍、曲者）

### Webアニメ
- 海底ミカンの皮マイル（2008年）

### ゲーム
- SDガンダム GGENERATION SPIRITS（2007年）

### テレビ番組
- 笑っていいとも!

### ドラマCD
- 篁破幻草子 第一巻〜宿命よりもなお深く〜（葛城貴仁）
- 月は闇夜に隠るが如く（男3）
- マスケティア・ルージュ 第二巻〜白の王妃〜（レジス）